# Aeroporto Cidade de Catamayo
O Aeroporto da Cidade de Catamayo é um aeroporto que serve a província de Loja, no sul do Equador. A cidade de Catamayo, onde se situa o aeroporto, está localizada a 38 km de Loja, a capital da província.
O Aeroporto de Catamayo foi construído no regime do presidente Camilo Ponce Enríquez (1956-1960) e originalmente chamado Aeroporto Camilo Ponce Enríquez. 
Na segunda-feira, 13 de maio de 2013, o  aeroporto renovado foi rebatizado oficialmente Aeroporto da Cidade de Catamayo.